# 联邦流动和运输公共服务部
交通部，即流动和运输部，全称联邦流动和运输公共服务部（荷蘭語：Federale Overheidsdienst Mobiliteit en Vervoer），是比利时的一个联邦公共服务部，负责制定和实施国家交通政策。